# Edge Hill University
Die Edge Hill University ist eine öffentliche Universität in Ormskirk, Lancashire, England, die 1885 als Edge Hill College, der ersten konfessionslosen Hochschule für die Ausbildung von Lehrerinnen entstand. 1959 wurden die ersten männlichen Studenten angenommen. 2005 wurden der Edge Hill University vom Privy Council Taugt Degree Awarding Powers verliehen. Daraufhin wurde sie am 18. Mai 2006 zur Edge Hill University.
Die Universität hat drei verschiedene Fakultäten: Künste und Wissenschaften, Bildung und Gesundheit und Pflege, in denen sowohl Studenten als auch Doktoranden unterrichtet werden.

## Geschichte
Das Edge Hill College wurde am 24. Januar 1885 in der Durning Road in Edge Hill, Liverpool von einer Gruppe von sieben Geschäftsleuten und Philanthropen gegründet. Es wurde nach dem Distrikt benannt, in dem es liegt und war die erste konfessionslose Hochschule für Lehrerinnen in England. 1892 war Edge Hill eine von zwei Hochschulen in England, die sowohl die Ausbildung als auch die Prüfung für angehende Lehrer anbot. Mit der Zeit wurde Edge Hill durch steigende Studentenzahlen auch überregional bekannt. Die Hochschule wurde an das Lancashire Education Committee übergeben, der Grundstein für den heutigen Campus in Ormskirk wurde am 26. Oktober 1931 von J. T. Travis-Clegg, dem Vorsitzenden des Lancashire County Councils gelegt. Die Hauptgebäude umfassen die Hauptteile der Bildungseinrichtung, vier Studentenwohnheime (mit den Namen Stanley, Clough, Lady Margaret und John Dalton), eine Aula, eine Bücherei, eine Werkstatt, eine Sporthalle, Hörsäle, Klassenräume und einen Musikraum.
Zwischen 1939 und 1945 wurde die Hochschule nach Bingley in Yorkshire evakuiert und der Campus in Ormskirk vom Militär genutzt.
Die Durning Road-Räumlichkeiten wurden während des Liverpool Blitz am 17. November 1940 durch einen Bombenangriff zerstört. Dabei starben 166 Menschen.
Edge Hill nahm im Oktober 1959 den ersten männlichen Studenten an und wurde somit zu einer gemischten Hochschule. Zu der Zeit waren dort insgesamt etwa 500 Studenten aufgenommen. 1963 gab es an der Universität 59 Mitarbeiter und 660 Studenten.
Seitdem hat sich die Institution weiter vergrößert, mit weiteren Einrichtungen in Ormskirk und der Aufnahme der ehemaligen Sefton School of Health Studies.
2005 wurden Edge Hill die Taught Degree Awarding Powers vom Privy Council verliehen. Am 18. Mai 2006 wurde die Institution zur Edge Hill University und im August 2008 wurde die Genehmigung zur Verleihung von Forschungsabschlüssen erteilt.

## Campus
Die Fläche des Campus beträgt 650.000 m² und befindet sich in Ormskirk, dem Verwaltungszentrum von West Lancashire. Sie befindet sich zwischen den Städten Liverpool und Preston.
Die Universität befand sich zu Teilen auf dem Woodlands Campus in Chorley in Central Lancashire, wo Weiterbildungsangebote und Teilzeitstudiengänge angeboten wurden. In den letzten Jahren wurde dies jedoch wieder zurück an den Hauptcampus gelegt.
Die meisten Fächer der Universität sind seit den 1990er Jahren in speziellen Gebäuden untergebracht: Faculty of Education, Faculty of Health and Social Care, Business School, BioSciences, GeoSciences, Creative Edge (Medien und Sozialwissenschaften), Performing Arts, Wilson Centre (Sport und physische Aktivitäten) und Psychology. 2016 wurde vom Unternehmer Sir Robin Saxby das Tech Hub eröffnet.

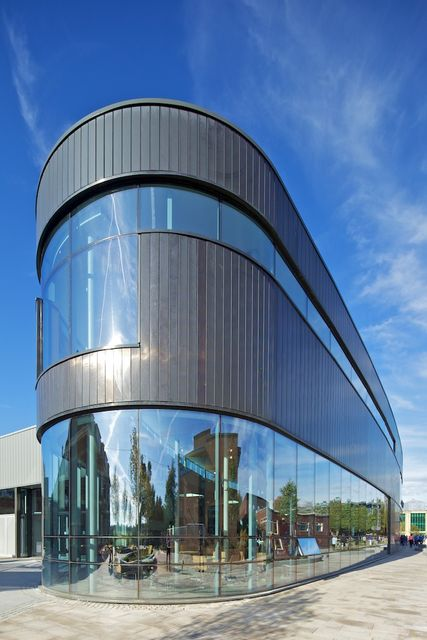
Edge Hill University Hub

### Student Hub
Das Gebäude eröffnete 2011 als zentraler Teil des Geländes für Studenten mit Einkaufsmöglichkeiten, Gastronomie und IT-Anlagen sowie einer neuen Unterkunft für das Studentenwerk von Edge Hill. Das Gebäude wurde am 15. Oktober 2012 offiziell von der Gräfin von Wessex eröffnet.

### Sports Centre
2015 wurde die Sportanlagen von der olympischen Siebenkämpferin Katarina Johnson-Thompson eröffnet.

### Arts Centre
Das Arts Centre umfasst die Abteilung der darstellenden Künste der Universität und die Rose und Studio Theatres. Das Arts Centre wurde vom Ehrendoktor der Literatur der Universität Frank Cottrell Boyce eröffnet, einem britischen Drehbuchautor, der die Eröffnungszeremonie der olympischen Sommerspiele 2012 in London schrieb. Im Arts Centre befindet sich das Rose Theatre mit 234 Sitzplätzen und das Studio Theatre mit 140 Sitzplätzen.

### Catalyst
Das Catalyst umfasst die Studentenbibliothek, den Studentenservice und das Informationszentrum auf dem Ormskirk Campus. Die vorherige Bücherei, die in den 1990er Jahren eröffnet wurde, wurde durch ein zweckmäßig gebautes, mehrstöckiges Gebäude ersetzt, das benachbart zum Wilson Centre zwischen dem Student Hub und den Creative Edge Buildings liegt. Das Catalyst war Teil einer £36 Millionen teuren Weiterentwicklung der Universität und kostete insgesamt £26 Millionen. Mit 8000 m² Lernbereich ist dieser 50 % größer als in der alten Bibliothek. Die Entwicklung begann im Dezember 2016, als die alte Rennstrecke aufgegraben wurde. Das Catalyst öffnete am 9. Juli 2018.

### Wohnheime
Die eigentlichen Wohnheime trugen die Namen Stanley, Clough, Lady Margaret und John Dalton, „zu Ehren“ der Derby Familie und „der drei berühmten Personen in der Geschichte Lancashires und der Bildung“ (Anne Jemima Clough war eine Pionierin der höheren Bildung von Frauen und gründete das Newnham College in Cambridge).
Fünf Wohnheime, die 1963 von Prinzessin Margaret eröffnet wurden, tragen die Namen von Lady Openshaw, Katherine Fletcher (Chairs of Governors), EM Butterworth, Margaret Bain (eine frühere Direktorin) und Eleanor Rathbone, eine bekannte Sozialreformerin. Die Lancashire Hall, eigentlich für die Unterbringung von männlichen Studenten errichtet, wurde 1999 abgerissen, um Platz für das Wilson Centre (Sportfakultät) zu machen. Das Forest Court (Ash, Beech, Cedar, Elm, Holly, Larch, Maple, Oak, Rowan und Willow) bekamen in den frühen 1990er Jahren 300 Schlafzimmer.

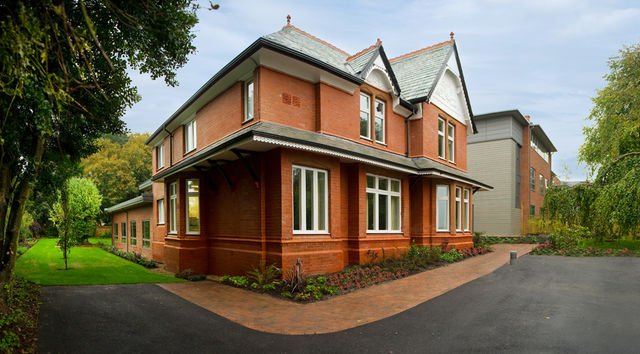
Edge Hill University Hollies Wohnheim

Neuere Wohnheime sind das Founders Court, das nach dem Gründer der Einrichtung Crosfield (William Crosfield); McDairmid (S. McDairmid); Matheson (Thomas Matheson); Smith (Samuel Smith (1836–1906)), Balfour (Alexander Balfour); Sinclair (WP Sinclair), Sarah Yelf (die erste Direktorin), und der Graduates Court, benannt nach ehemaligen Alumni: Ainsworth (Joe Ainsworth), Annakin (Ethel Annakin), Maconie (Stuart Maconie), Normanton (Helena Normanton) und Pryce (Jonathan Pryce) benannt wurde.
2012 wurde der Chancellors Court eröffnet, mit neuen Wohnheimen, die nach Personen benannt wurden, die mit der Institution verbunden werden, einschließlich dem Chairs of Board of the Governors: Blake, Booth, Bradshaw, Fulton, Millner, Pinfold, Tomkins und Wilson sowie Byron (Tanya Byron, der ersten Kanzlerin der Universität) und Williams (nach der Politikerin Shirley Williams). Weitere Wohnheime, die 2013 dem Chancellors Court hinzugefügt worden sind: Binns (Sir Arthur Lennon Binns), Boyce (J.S.B Boyce), Lord (Sir Percy Lord) und Meadon (Sir Percival Edward Meadon). Dem Founders Court wurden hinzugefügt: Dewhurst (M. K. Dewhurst), Fenemore (Mildred Fenemore), Feuchsel (Harriet D. Feuchsel) und Holt (George Holt (Kaufmann)).
Im Sommer 2014 wurde Chancellors South fertig gestellt, eine Unterkunft für 246 weitere Personen, um damit den Chancellors Court Block an der Ostseite des Campus zu vervollständigen. Die Wohnheime wurden nach Personen benannt, die in Verbindung mit der Institution stehen: Laverty (Bernard Laverty, Pro-Kanzler und seit 2104 Vorsitzender des Edge Hill University Board of Governors, Wirtschaftsprüfer und Direktor des Lancashirer Textilunternehmen David Whitehead & Sons Limited), Jenkins (Miss JA Jenkins, Vize-Direktorin von Edge Hill ab 1906 und Direktorin von 1909–10), Millins (Mr. PKC 'Ken' Millins war der erste männliche Direktor von Edge Hill von 1964 bis 1979 und wurde 2010 zum Ehrendoktor ernannt), Aitken (Sir James Aitken war Teil des Education Committee des Lancashire County Council von 1921 bis 1948 sowie Vorsitzender des Councils von 1946 bis 1948) und Welch (John Welch war Vorsitzender des Education Committee des Lancashire County Council zwischen 1955 und 1958).
Die Palatine Court Wohnheime wurden nach prominenten Personen benannt, die in Verbindung mit dem Lancashire County Palatine stehen: Carrington (Künstlerin Leonora Carrington), Glazebrook (Physiker Richard Glazebrook), Pankhurst (Kämpferin für das Wahlrecht von Frauen Emmeline Pankhurst), Roscoe (Abolitionist und Historiker William Roscoe), Lowry (Künstler L. S. Lowry), Peel (Premierminister und Mitbegründer der modernen Polizeieinheit Robert Peel) und Wilkinson (Politiker, ehemals Bildungsministerin Ellen Wilkinson).

## Organisation und Führung

### Führung
Von 2008 bis 2018 war Tanya Byron, eine klinische Psychologin, Journalistin, Autorin und Rundfunksprecherin die Kanzlerin der Universität.
Vizekanzler ist seit 1993 John Cater. Während der Feierlichkeiten zum Geburtstag der Queen 2015 bekam der den Orden CBE überreicht. Als Sozialgeograph publizierte er zu den Themen Anthropologie, Wohnungsbau, ökonomische Entwicklungen und öffentliche Ordnung und war Co-Autor von mehreren größeren Studien des Social Science Research Councils, der Commission for Racial Equality und ihrer Nachfolgeorgane. Der derzeitige stellvertretende Vizekanzler ist Steve Igoe. Derzeitige Pro-Vizekanzler sind seit April 2014 Lynda Brady, die vorher für die Open University arbeitete und seit August 2014 Mark Allanson, der vorher für das Higher Education Funding Council arbeitete.

### Fakultäten und Einrichtungen
Die Universität hat drei Fakultäten:

#### Fakultät der Künste und Wissenschaften
Diese Fakultät umfasst:
- Biologie
- Business (Edge Hill Business School)
- Computerwissenschaften
- Englisch, Geschichte und kreatives Schreiben
- Geographie und Geologie
- Sprachzentrum
- Recht und Kriminologie
- Medien
- Darstellende Künste
- Psychologie
- Sozialwissenschaften
- Sport und physische Aktivitäten

#### Fakultät der Bildung
Die Fakultät betreibt Programme, um Lehrer an das Unterrichten von Schülern verschiedener Altersstufen heranzuführen und ihre professionelle Entwicklung für die Arbeit im Schulbereich fortzusetzen. Im letzten Ofsted Initial Teacher Education Inspection Report 2011 wurden alle Stufen dieser Ausbildung mit dem höchsten Grad ausgezeichnet: Frühkindliche und Grundschulbildung, weiterführende und nicht-verpflichtende Bildung.
Diese Fakultät umfasst:
- Frühkindliche Bildung
- Kinder, Bildung und Gemeinschaften
- Professionelles Lernen
- Weiterführende Bildung

#### Fakultät der Gesundheit und Pflege
Die Fakultät betreibt Ausbildungen für Krankenschwestern und Krankenpfleger, Hebammen, Sanitäter und Menschen in betrieblichen Bereichen. Außerdem können Abschlüsse in der Sozialarbeit und professionelle Entwicklungsprogramme in den Bereichen Gesundheit und Pflege absolviert werden.
Diese Fakultät umfasst:
- Angewandte Gesundheit und Pflege
- Medizin
- Hebammenkunde
- Krankenpflege
- Praxis in der Betriebsabteilung
- Sanitätsdienst
- Sozialarbeit
- Professionelle Weiterbildungs- und Aufbaustudiengänge
- CPD-Module (Weiterbildungsmodule)

### Graduiertenschule (graduate school)
Die Graduiertenschule unterstützt Studenten und ihre Supervisoren, die in MRes-, MPhil- and PhD-Programmen forschen.

### Wappen (coat of arms)
2007 bekam die Universität einen Wappenbrief.
Auf dem Wappen sind ein Schild, eine Haube, ein Abzeichen und das Motto der Universität zu sehen.
Die Herkunft der Universität wird durch die Rosen, die Red Rose of Lancashire auf dem Schild und den Liverbird, eines Zeichens von Liverpool, auf der Haube gekennzeichnet.
Außerdem sind auf dem Wappen eine Sonne, Federn, Pfauenfedern und ein Löwe zu sehen.
Das Motto der Universität In Scientia Opportunitas lässt sich aus dem Lateinischen übersetzten als Im Wissen liegt die Macht.

### The Mace
The Mace (der Stab) ist das Symbol der Universität, Abschlüsse vergeben zu dürfen. Er wurde von der Edge Hill University 2007 bei dem Silberschmied Clive Burr in Auftrag gegeben. Der Stab besteht aus Sterlingsilber. Seine Fertigstellung dauerte sechs Monate und wurde vom Wappen der Universität und der Architektur auf dem Campus inspiriert. An seinem Kopf befindet sich eine 18-Karat goldene Kuppel emailliert von Jane Short, mit einer von Hand eingravierten Inschrift des Universitätsmottos auf dem silbernen Rand. Auf dem Körper befinden sich von Hand eingravierte Dekorationen, deren Design von Akanthus-Blättern und Steinsäulen am Eingang des alten Universitätsgebäudes inspiriert wurde.

## Akademisches Profil

### Studiengänge
Die Studiengänge an der Edge Hill University umfassen Bachelor- (BA/BSc) und LLB-Abschlüsse, Qualifikationen im Gesundheitswesen und Ausbildungsprogramme für Lehrer. In weiterführenden Studiengängen können PGCEs, Masterabschlüsse, MBA-, MPhil- und PhD-Abschlüsse gemacht und MRes-Programme absolviert werden.
Weiterbildungsmaßnahmen gibt es sowohl als Erst- als auch als weiterführenden Studiengang.

## Zahlen zu den Studierenden
Von den 13.560 Studenten des Studienjahrens 2019/2020 waren 9.420 weiblich (69,5 %) und 4.140 männlich (30,5 %). 12.540 Studierende kamen aus England, 30 aus Schottland, 315 aus Wales, 215 aus Nordirland, 80 aus der EU und 300 aus dem Nicht-EU-Ausland. 10.025 der Studierenden strebten ihren ersten Studienabschluss an, sie waren also undergraduates. 3.535 arbeiteten auf einen weiteren Abschluss hin, sie waren postgraduates. Davon waren 175 in der Forschung tätig.
2018/2019 waren 13.835 Personen eingeschrieben gewesen.

### Record label
2013 gründete der Dozent und Bassist der Band The Farm, Carl Hunter, zusammen mit Studenten der Edge Hill University das non-profit Label The Label Recordings. Dieses veröffentlicht und fördert Musik von Bands wie The Inkhearts, Hooton Tennis Club, Oranj Son, Feral Love und Youth Hostel. Das Label wurde als 'sehr empfehlenswert' bei den 2016 Times Higher Education Award eingestuft, nachdem es in der Kategorie 'Excellence and Innovation in the Arts’ nominiert wurde. Das Label arbeitet wie traditionelle Labels in der Musikindustrie mit Teams in A&R, Graphikdesign, Videoproduktion, Musikproduktion, Marketing und Event Management und setzt sich zum Ziel, unbekannte Bands im Nordwesten Englands zu rekrutieren.

### Short Story Prize
Der Edge Hill Short Story Prize erkennt Autoren an, die Kurzgeschichten veröffentlichen. Dabei treten sowohl etablierte Autoren als auch Newcomer an. Zu den bisherigen Gewinnern gehören John Burnside, Kevin Barry, Colm Tóibín, Claire Keegan, Chris Beckett, Jeremy Dyson, Graham Mort, Sarah Hall und Jessie Greengrass. Der Preis wird vo-ordiniert von Ailsa Cox, Dozentin in Kreativem Schreiben und Englisch und hat drei Kategorien: den Main Literary Award, dotiert mit £5.000, den Reader's Prize, der von Bachelorstudenten des Fachs Kreatives Schreiben gewählt wird und mit £1.000 dotiert ist und den Award for Students des MA Creative Writing Courses der Universität, dotiert mit £500.

### Forschung
Die Universität hat im britischen Research Excellence Framework (REF) 2014 zwölf Bewertungseinheiten und etablierte drei interdisziplinäre Forschungsinstitute, durch die der Einfluss und das externe Engagement der durchgeführten Forschung gesteuert werden können.

#### Institute for Creative Enterprise
Das Institute for Creative Enterprise ist das interdisziplinäre Forschungsforum, das die Universität mit kulturellen Institutionen und einer digitalen und kreativen Ökonomie verbindet. Leiter ist Roger Shannon.

#### Institute for Public Policy and Professional Practice
Das Institute for Public Policy and Professional Practice (I4P) ist eine Initiative für interdisziplinäre Forschung und den Austausch von Wissen. Es wurden 2013 an der Edge Hill University eröffnet.

#### Postgraduate Medical Institute
Das Postgraduate Medical Institute ist eine Partnerschaft zwischen der Edge Hill University und regionalen Gesundheitsexperten und -anbietern, um durch Bildung, Forschung und Innovation die Qualität von Gesundheits- und Pflegeangeboten im Nordwesten Englands zu verbessern.
Hauptthemen des Instituts sind eine medizinische Grundversorgung, Fruchtbarkeit, Neurologie und Psychologie, Orthopädie und Biomechanik und Biowissenschaften.

## Studentenleben

### Students' Union
Die Studentenvereinigung der Edge Hill University ist die Repräsentation der Studenten an der Universität. Geleitet wird sie von vier Sabbatical Officers und Student Trustees. Die Sabbatical Officers sind der Präsident der Students' Union, Vizepräsident der Unternehmung, Vizepräsident der akademischen Repräsentation und Vizepräsident des Wohlergehens. Alle Studenten der Universität werden automatisch in die Studentenvereinigung aufgenommen. Sie soll die Interessen der Mitglieder vertreten, ihnen Hilfestellung bieten und als repräsentative Verbindung zwischen der Universität und den Studenten dienen.
Die Studentenvereinigung hat über 70 Gesellschaften, denen Studenten beitreten können. Dazu gehören Sportteams, soziale Gruppen und themenbezogene Angebote. Die Sportabteilung der Vereinigung nennt sich 'Team Edge Hill' und umfasst alle Sportteams und Sportler, die für die Universität in den British Universities and Colleges Sport (BUCS) Leagues antreten. Dazu gehören die Sportarten Fußball, Rugby, Rennradfahren, Netball, Schwimmen, Tennis, Hockey, Golf und noch einige mehr. Von den Studenten wird in freiwilliger Arbeit die Medienplattform VibeMedia betrieben, zu der auch der Radiosender Vibe Radio und der TV-Sender Vibe TV gehören.
2012 wurde die Edge Hill Students' Union für den nationalen NUS Small Students' Union of the Year Award nominiert.

## Bedeutende Persönlichkeiten

### Kanzler
- 2008 bis 2018: Tanya Byron

### Vizekanzler/Direktoren
Bis 2006 der Universitätsstatus vergeben wurde, war der Vizekanzler auch gleichzeitig der Direktor.

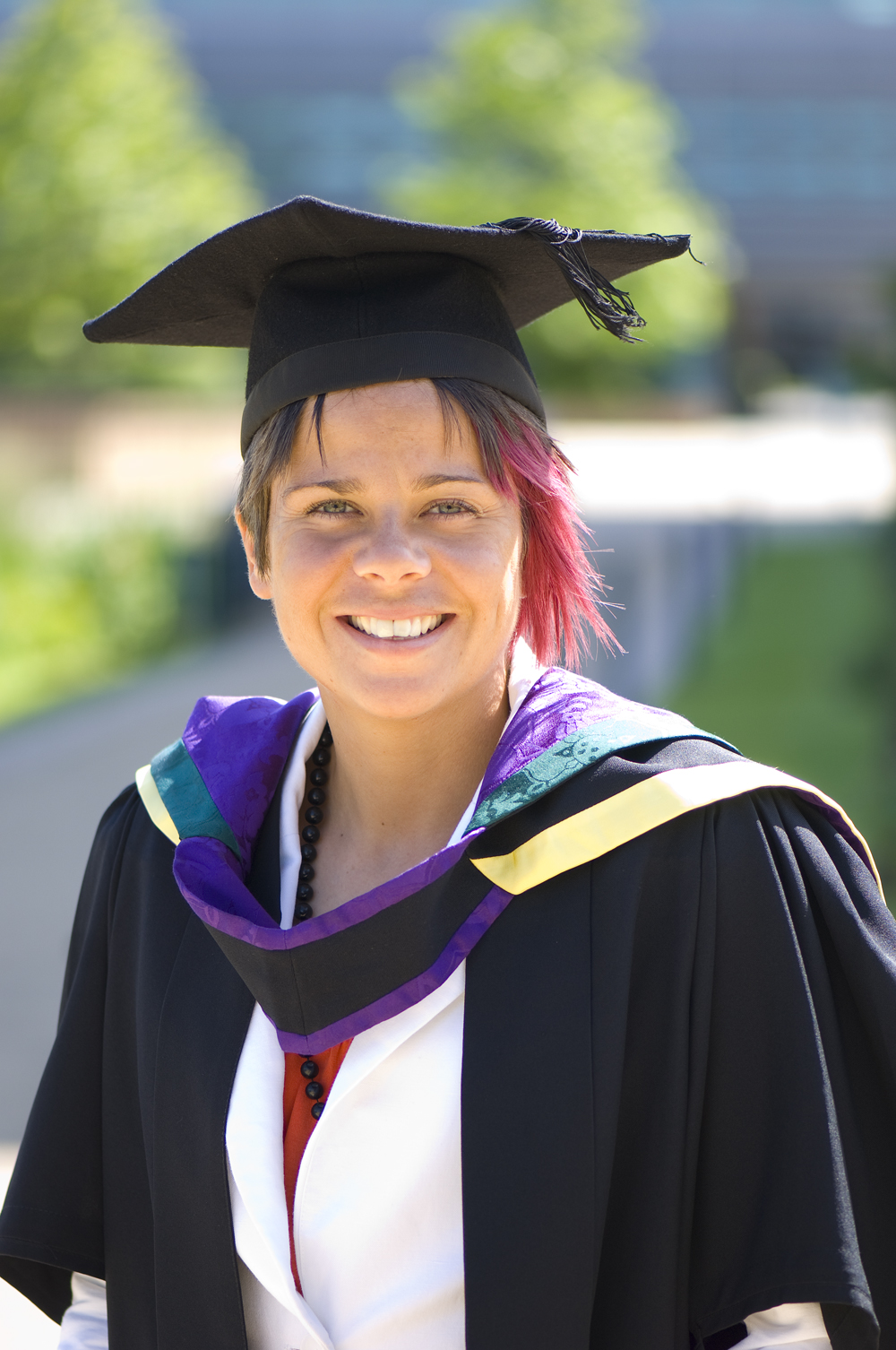
Sue Smith, Absolventin der Edge Hill University

- 1885–1890: Sarah Jane Yelf[37]
- 1890–1920: Sarah Jane Hale
- 1920–1941: Eva Marie Smith
- 1941–1946: E M Butterworth
- 1946–1964: Dr Margaret Bain
- 1964–1978: Ken Millins
- 1978–1982: Marjorie Stanton
- 1982–1989: Harry Webster
- 1989–1993: Ruth Gee
- 1993–: John Cater

### Alumni
- Joe Ainsworth (Drehbuchautor für das BBC Drama Holby City)
- Liam Colbon (Rugby-League-Spieler)
- Julie Cooper MP (Member of Parliament und Shadow Health Minister)
- Murray Dron (TV-Reporter und Moderator)
- Mark Edwardson (TV-Nachrichtenmoderator, BBC North West Tonight)
- Danny Howard (Radio 1 DJ)
- Kerry Howard (Schauspielerin)
- Eric Hughes (Rugby-League-Spieler)
- Simon Kerrigan (Cricketspieler)
- Stuart Maconie (Autor, DJ und TV-Moderator)
- Ruth Madeley (Schauspielerin)
- Nazia Mogra (Nachrichtenmoderatorin)
- Helena Normanton QC (Erste praktizierende Rechtsanwältin des Vereinigten Königreichs)
- Paul Nuttall (Ehemaliger UKIP Leader)
- Jonathan Pryce (Schauspieler)
- Carola Rackete (Kapitänin und Klimaschutzaktivistin)
- Steve Sinnott (Vorsitzender der National Union of Teachers)
- Sue Smith (Fußballerin)
- Ethel Snowden, geborene Annakin (Sozialistin, Feministin und Frau des ehemaligen Chancellor of the Exchequer Philip Snowden)
- Stuart Stokes (Hindernisläufer)
- Andrew Sumner (Filmjournalist, Herausgeber und TV-Moderator)

### Universitätsmitarbeiter
- Geoffrey Beattie
- Rodge Glass
- Carl Hunter
- Richard Witts